# Kristian Laake
Kristian Laake, född 1875, död 1950, var en norsk generallöjtnant. Han var norsk överbefälhavare mellan 1931 och 10 april 1940 då han ersattes av Otto Ruge efter den tyska invasionen av Norge.
Kristian Laake tillhör en norsk släkt med ursprung från Laake gård i Hovin sogn i Ullensaker.